# Persoonia dillwynioides
Persoonia dillwynioides (лат.) — кустарник, вид рода Персоония (Persoonia) семейства Протейные (Proteaceae), эндемик юго-западного региона Западной Австралии. Прямостоячий раскидистый куст с гладкой корой, линейными листьями и ярко-жёлтыми цветками, растущими поодиночке или группами до четырёх вдоль цветоноса.

## Ботаническое описание
Persoonia dillwynioides — прямостоячий раскидистый кустарник высотой до 0,6-1,8 м с гладкой пятнистой серой корой. Молодые ветви угловатые и густоопушённые, но приобретают цилиндрическую форму и гладкую поверхность с возрастом. Листья расположены попеременно вдоль стеблей, линейные, 10-20 мм в длину и 0,7-1,3 мм в ширину и более или менее вогнутые на верхней поверхности. Цветки расположены поодиночке или группами до четырёх вдоль цветоноса длиной до 3 мм. Цветок расположен на цветоножке 1,5-2,5 мм длиной. Листочки околоцветника ярко-жёлтые, 10-12 мм в длину и 1,3-1,5 мм в ширину, а пыльники ярко-жёлтые. Цветение происходит с ноября по декабрь. Плод — костянка овальной формы 7-10,5 мм в длину и 4-5 мм в ширину.

## Таксономия
Впервые вид был официально описан в 1855 году Карлом Мейснером в журнале Огюстена Декандоля Prodromus Systematis Naturalis Regni Vegetabilis.

## Распространение
Persoonia dillwynioides — эндемик Западной Австралии. Встречается в пределах 50 км от побережья на юго-западе Западной Австралии между рекой Гэрднер и Хоптауном, где растёт в низинной эвкалиптовой пустоши.

## Охранный статус
Вид классифицируется Департаментом парков и дикой природы правительства Западной Австралии как «не находящаяся под угрозой исчезновения».